# Eleição municipal de Praia Grande em 2012
A eleição municipal de Praia Grande em 2012 aconteceu em 7 de outubro de 2012 para eleger um prefeito, um vice-prefeito e 17 vereadores no município de Praia Grande, no Estado de São Paulo, no Brasil. O prefeito eleito em seu quarto mandato foi Alberto Mourão, do PSDB, com 62,45% dos votos válidos, sendo vitorioso logo no primeiro turno em disputa com três adversários,  Alexandre Cunha (PT), Jasper (PSOL) e Cunha Lima (PSC). A vice-prefeita eleita, na chapa de Mourão, foi Professora Maura Ligia (PMDB). Por não comprovar filiação partidária, Cunha Lima teve sua candidatura "indeferida com recurso" no TSE e não teve seus votos validados. O pleito em Praia Grande foi parte das eleições municipais nas unidades federativas do Brasil. Praia Grande foi um dos 693 municípios vencidos pelo PSDB; no Brasil, há 5.570 cidades. A disputa para as 17 vagas na Câmara Municipal de Praia Grande envolveu a participação de 304 candidatos. O candidato mais bem votado foi Serginho Sim, do PSB, reeleito com 4.205 votos (3,23% dos votos válidos).

## Antecedentes
Na eleição municipal de Praia Grande em 2008, Roberto Francisco, do PSDB, venceu seus oponentes Alexandre Cunha, na época pertencente ao PMDB, Popó, do PV e Jasper, do PSOL, logo no primeiro turno, atingindo um total de 50%, equivalente a 57.029 votos válidos na região. De forma semelhante ao ocorrido em 2012, Alexandre Cunha também ficou em segundo lugar na eleição em questão, porém, desta vez, logo atrás do primeiro, com 47% dos votos. Popó recebeu apenas 2% dos votos e Jasper não pontuou.

## Eleitorado
Na eleição de 2012, estiveram aptos a votar 181.193 praia-grandenses, o que correspondia a 79,49% da população da cidade.

## Candidatos
Foram quatro candidatos à prefeitura em 2012: Alberto Mourão do PSDB, Alexandre Cunha do PT, Jasper do PSOL e Cunha Lima do PSC.
|    | Candidato(a)    | Vice                   | Partido | Coligação |
| -- | --------------- | ---------------------- | ------- | --- |
| 45 | Alberto Mourão  | Professora Maura Ligia | PSDB    | "Trabalho, dignidade e respeito" (PRB / PP / PDT / PTB / PMDB / PSL / PR / PPS / DEM / PRTB / PHS / PMN / PTC / PSB / PRP / PSDB / PSD / PT do B) |
| 13 | Alexandre Cunha | Pastor Waldeir         | PT      | "Praia Grande para todos" (PT / PTN / PSDC / PV / PPL / PC do B)                                                                                  |
| 50 | Jasper          | Jarão                  | PSOL    | "PSOL" |
| 20 | Cunha Lima      | Elisangela             | PSC     | "PSC" |

## Campanha
A campanha de Mourão focou principalmente em questões de saúde e de segurança, com o plano de criar o programa Saúde na Família, bem como a construção de um centro de exames para diagnósticos, fisioterapia e hemodiálise, e o de aumentar o número da Polícia Militar no município e proporcionar maior efetividade da mesma. Na área da educação, o candidato pretendia ampliar os cursos da ETEC e da FATEC, a fim de gerar mais empregos para a população. Mourão disse, em entrevista, estar animado pela reeleição e disposto a se dedicar como se fosse seu primeiro mandato.
Por ser eleito pela quarta vez e atingir o vigésimo ano consecutivo na prefeitura de Praia Grande (pelo PMDB até 2007, pelo PSDB a partir de então), Mourão recebeu muitas críticas de eleitores contrários a seu já conhecido governo, que inclusive criaram a página no Facebook "Eu Não Quero Mourão Prefeito de Praia Grande".

### Pesquisas
Na primeira das três pesquisas realizadas pelo Ibope, divulgada em 22 de agosto de 2012, Mourão já vinha liderando a corrida pela prefeitura, com 62% das intenções de voto. Alexandre Cunha, Cunha Lima e Jasper vinham atrás com, respetivamente, 15%, 2% e 1% das intenções.
Em seguida, o Ibope divulgou resultados de uma nova pesquisa, em 21 de setembro de 2012, e Mourão aparecia com 72% das intenções de voto, larga vantagem sobre seus oponentes, quando 21% dos eleitores queriam Alexandre Cunha, 2% queriam Cunha Lima e apenas 1% optou por Jasper.
Em terceira pesquisa do Ibope, divulgada em 3 de outubro de 2012, Mourão havia caído 5 pontos, ficando com 58% das intenções de voto. Com a queda, os outros candidatos cresceram em intenções, com Alexandre Cunha pontuando 23%, Cunha Lima obtendo 3% e Jasper, 2%.
| Data de realização             | Data de divulgação     | Instituto | Número de registro no TRE | Contratante                                          | Entrevistados | Margem de erro | Candidato     | Candidato            | Candidato        | Candidato     | Não sabe/ Não respondeu | Brancos e nulos |
| Data de realização             | Data de divulgação     | Instituto | Número de registro no TRE | Contratante                                          | Entrevistados | Margem de erro | Mourão (PSDB) | Alexandre Cunha (PT) | Cunha Lima (PSC) | Jasper (PSOL) | Não sabe/ Não respondeu | Brancos e nulos |
| ------------------------------ | ---------------------- | --------- | ------------------------- | ---------------------------------------------------- | ------------- | -------------- | ------------- | -------------------- | ---------------- | ------------- | ----------------------- | --------------- |
| De 14 a 16 de agosto de 2012   | 22 de agosto de 2012   | Ibope     | SP- 00317/2012            | SAT-Sistema A Tribuna De Comunicação De Santos LTDA. | 602           | ± 4%           | 62%           | 15%                  | 2%               | 1%            | 10%                     | 9%              |
| De 18 a 20 de setembro de 2012 | 21 de setembro de 2012 | Ibope     | SP-01006/2012             | SAT-Sistema A Tribuna De Comunicação De Santos LTDA. | 602           | ± 4%           | 63%           | 21%                  | 2%               | 1%            | 8%                      | 6%              |
| De 1 a 3 de outubro de 2012    | 3 de outubro de 2012   | Ibope     | SP-01552/2012             | SAT-Sistema A Tribuna De Comunicação De Santos LTDA. | 602           | ± 4%           | 58%           | 23%                  | 3%               | 2%            | 8%                      | 6%              |

## Resultados

### Prefeito
No dia 7 de outubro, Mourão foi eleito o prefeito do município com 62,85% dos votos válidos, com larga vantagem sobre seu principal adversário, Alexandre Cunha, que foi o preferido por 35,85% da população votante. Apesar de ser apontado como terceiro colocado entre as pesquisas, Cunha Lima não teve seus votos validados por estar com a candidatura "indeferida com recurso" no TSE, o que o levou a obter um valor igual a 0% de votos.
| Candidato(a)           | Vice                          | 1º Turno 7 de outubro de 2012 | 1º Turno 7 de outubro de 2012 |
| Candidato(a)           | Vice                          | Votação                       | Votação                       |
|                        |                               | Total                         | Porcentagem                   |
| ---------------------- | ----------------------------- | ----------------------------- | ----------------------------- |
| Mourão (PSDB)          | Professora Maura Ligia (PMDB) | 78.627                        | 62,45%                        |
| Alexandre Cunha (PT)   | Pastor Waldeir (PT)           | 46.390                        | 36,85%                        |
| Jasper (PSOL)          | Jarão (PSOL)                  | 888                           | 0,71%                         |
| Cunha Lima (PSC)       | Elisangela (PSC)              | 0                             | 0,00%                         |
| Total de votos válidos | Total de votos válidos        | 125.905                       | 87,41%                        |
| Votos em branco        | Votos em branco               | 7.034                         | 4,88%                         |
| Votos nulos            | Votos nulos                   | 11.095                        | 7,70%                         |
| Total                  | Total                         | 144.034                       | 100%                          |
| Abstenções             | Abstenções                    | 37.159                        | 20,51%                        |
| Votos apurados         | Votos apurados                | 144.034                       | 100%                          |
| Total de eleitores     | Total de eleitores            | 181.193                       | 100%                          |

### Vereador
Foram dezessete (17) vereadores eleitos no município de Praia Grande, onde antes apenas treze (13) ocupavam este cargo. O candidato que obteve o maior número de votos foi Serginho Sim, do PSB, reeleito por 4.205 eleitores, o que representa 3,23% do total apurado. Em segundo lugar, o Tenente Karan, do PDT, inaugurou sua carreira como vereador ao ser eleito com 3.493 votos (2,68%). Também foi reeleito o então presidente da Câmara, Rezende, do PSDB. Além dele, outros 5 candidatos foram reeleitos e 9 foram eleitos, com apenas duas mulheres entre eles. O PSB foi o partido que elegeu o maior número de candidatos, totalizando 3, enquanto os outros partidos alternavam de 1 a 2 eleitos.
| Resultado da eleição para a Câmara Municipal de Praia Grande em 2012 por candidato | Resultado da eleição para a Câmara Municipal de Praia Grande em 2012 por candidato | Resultado da eleição para a Câmara Municipal de Praia Grande em 2012 por candidato | Resultado da eleição para a Câmara Municipal de Praia Grande em 2012 por candidato | Resultado da eleição para a Câmara Municipal de Praia Grande em 2012 por candidato | Resultado da eleição para a Câmara Municipal de Praia Grande em 2012 por candidato |
| Candidato                                                                          |                                                                                    | Partido                                                                            | Votos                                                                              | Porcentagem                                                                        |                                                                                    |
| ---------------------------------------------------------------------------------- | ---------------------------------------------------------------------------------- | ---------------------------------------------------------------------------------- | ---------------------------------------------------------------------------------- | ---------------------------------------------------------------------------------- | ---------------------------------------------------------------------------------- |
| Serginho Sim                                                                       |                                                                                    | PSDB                                                                               | 4.205                                                                              | 3,23%                                                                              |                                                                                    |
| Tenente Karan                                                                      |                                                                                    | PDT                                                                                | 3.493                                                                              | 2,68%                                                                              |                                                                                    |
| Dr. Serrano                                                                        |                                                                                    | PSB                                                                                | 3.368                                                                              | 2,58%                                                                              |                                                                                    |
| Leandro do Avelino                                                                 |                                                                                    | PPL                                                                                | 3.097                                                                              | 2,38%                                                                              |                                                                                    |
| Rezende                                                                            |                                                                                    | PSDB                                                                               | 3.086                                                                              | 2,37%                                                                              |                                                                                    |
| Hugo Ribeiro                                                                       |                                                                                    | PSB                                                                                | 3.075                                                                              | 2,36%                                                                              |                                                                                    |
| Betinho da Educação                                                                |                                                                                    | PMDB                                                                               | 2.985                                                                              | 2,29%                                                                              |                                                                                    |
| Dr. Benedito                                                                       |                                                                                    | PMDB                                                                               | 2.951                                                                              | 2,26%                                                                              |                                                                                    |
| Katsu                                                                              |                                                                                    | PSDB                                                                               | 2.949                                                                              | 2,26%                                                                              |                                                                                    |
| Marquinho                                                                          |                                                                                    | PMN                                                                                | 2.927                                                                              | 2,25%                                                                              |                                                                                    |
| Chiquinho do Caiçara                                                               |                                                                                    | PMDB                                                                               | 2.793                                                                              | 2,14%                                                                              |                                                                                    |
| Paulo Emilio                                                                       |                                                                                    | PRB                                                                                | 2.750                                                                              | 2,11%                                                                              |                                                                                    |
| Eduardo Xavier                                                                     |                                                                                    | PMDB                                                                               | 2.688                                                                              | 2,06%                                                                              |                                                                                    |
| Janaina Ballaris                                                                   |                                                                                    | PT                                                                                 | 2.662                                                                              | 2,04%                                                                              |                                                                                    |
| Toninho Cavalcante                                                                 |                                                                                    | PSDB                                                                               | 2.633                                                                              | 2,02%                                                                              |                                                                                    |
| Dinho                                                                              |                                                                                    | PMDB                                                                               | 2.180                                                                              | 1,67%                                                                              |                                                                                    |
| Reco                                                                               |                                                                                    | PDT                                                                                | 2.157                                                                              | 1,65%                                                                              |                                                                                    |
| Vera Benicio                                                                       |                                                                                    | PDT                                                                                | 2.095                                                                              | 1,61%                                                                              |                                                                                    |
| Marcelino                                                                          |                                                                                    | PPS                                                                                | 2.043                                                                              | 1,57%                                                                              |                                                                                    |
| Dr. Helder                                                                         |                                                                                    | DEM                                                                                | 1.936                                                                              | 1,49%                                                                              |                                                                                    |
| Romulo Brasil                                                                      |                                                                                    | PRTB                                                                               | 1.884                                                                              | 1,45%                                                                              |                                                                                    |
| Tati Toschi                                                                        |                                                                                    | PSD                                                                                | 1.867                                                                              | 1,43%                                                                              |                                                                                    |
| Prof Jose Carlos - Zé Galinha                                                      |                                                                                    | PMDB                                                                               | 1.842                                                                              | 1,41%                                                                              |                                                                                    |
| Ademir Pescoço                                                                     |                                                                                    | PRTB                                                                               | 1.624                                                                              | 1,25%                                                                              |                                                                                    |
| Vitrolinha                                                                         |                                                                                    | PTN                                                                                | 1.555                                                                              | 1,19%                                                                              |                                                                                    |
| Cadu Barbosa                                                                       |                                                                                    | PTB                                                                                | 1.483                                                                              | 1,14%                                                                              |                                                                                    |
| Edu Sangue Bom                                                                     |                                                                                    | PPS                                                                                | 1.466                                                                              | 1,12%                                                                              |                                                                                    |
| João Correa Neto                                                                   |                                                                                    | PHS                                                                                | 1.447                                                                              | 1,11%                                                                              |                                                                                    |
| Cornélio                                                                           |                                                                                    | PT                                                                                 | 1.415                                                                              | 1,09%                                                                              |                                                                                    |
| Dr. Antonio Carlos                                                                 |                                                                                    | PSD                                                                                | 1.387                                                                              | 1,06%                                                                              |                                                                                    |
| Roberta Cunha                                                                      |                                                                                    | PRTB                                                                               | 1.299                                                                              | 1,00%                                                                              |                                                                                    |
| Dimas                                                                              |                                                                                    | PPS                                                                                | 1.249                                                                              | 0,96%                                                                              |                                                                                    |
| Alan Lopes                                                                         |                                                                                    | PRTB                                                                               | 1.112                                                                              | 0,85%                                                                              |                                                                                    |
| Isaias Cabeleireiro                                                                |                                                                                    | PDT                                                                                | 1.072                                                                              | 0,82%                                                                              |                                                                                    |
| Toninho da Colonia                                                                 |                                                                                    | PPS                                                                                | 1.063                                                                              | 0,82%                                                                              |                                                                                    |
| Sergio Sabuguero                                                                   |                                                                                    | PPS                                                                                | 1.056                                                                              | 0,81%                                                                              |                                                                                    |
| Barriga                                                                            |                                                                                    | PDT                                                                                | 1.041                                                                              | 0,80%                                                                              |                                                                                    |
| Junior O Amigo da Comunidade                                                       |                                                                                    | PTB                                                                                | 942                                                                                | 0,72%                                                                              |                                                                                    |
| Dra Samira                                                                         |                                                                                    | PT                                                                                 | 879                                                                                | 0,67%                                                                              |                                                                                    |
| Joao da Geladeira                                                                  |                                                                                    | PPS                                                                                | 869                                                                                | 0,67%                                                                              |                                                                                    |

| DR. MASULLO · PSDB             | 0,66% | 864 |
| TIA SANDRA · PPS               | 0,62% | 809 |
| MARKINHOS DO ABRIGO · PRTB     | 0,62% | 808 |
| MAGRÃO DO QUIOSQUE · PTB       | 0,60% | 781 |
| ORRARA · PHS                   | 0,60% | 776 |
| PROF. NILSON DA FATEC · PPS    | 0,59% | 769 |
| NALDINHO · PSDB                | 0,55% | 716 |
| JUNINHO CHAPEU · PTB           | 0,54% | 708 |
| GUIMARÃES · PDT                | 0,52% | 678 |
| BATISTA MOTOS · PTB            | 0,51% | 664 |
| MARILU · PSDB                  | 0,51% | 660 |
| BIRO BIRO · PPS                | 0,47% | 616 |
| DR. EMERSON GARCIA · PV        | 0,46% | 598 |
| DODO DA COHAB · PTB            | 0,44% | 571 |
| ROGERIO AUTOMOVEIS · PSD       | 0,43% | 559 |
| ANDRE LOPES · PV               | 0,42% | 544 |
| JAL AGRELA · PDT               | 0,41% | 540 |
| ARMINDO ROCHA · PHS            | 0,39% | 510 |
| PROFESSOR EDUARDO GASPAR · PTB | 0,37% | 482 |
| DAUTINHO · PRP                 | 0,35% | 459 |
| PROFESSOR AFONSO UENO · PDT    | 0,33% | 434 |
| DODO · PPS                     | 0,33% | 433 |
| GILENO · PT                    | 0,33% | 429 |
| FARIAS · PP                    | 0,32% | 423 |
| PROF.ENILTON SOUZA · PSOL      | 0,32% | 423 |
| PR. PINHEIRO · PT              | 0,32% | 416 |

| Votos válidos   | Votos válidos   | 130.367 | 90,51% |
| Votos nulos     | Votos nulos     | 6.011   | 4,17%  |
| Votos em branco | Votos em branco | 7.656   | 5,32%  |
| Total           | Total           | 144.034 | 100%   |
| --------------- | --------------- | ------- | ------ |

 
|}

## Análises
Mourão e a vice-prefeita Professora Maura Ligia foram empossados no dia 1º de janeiro de 2013. Em seu discurso de vitório, o prefeito fez questão de enfatizar sua felicidade e a importância da família: "Sinto-me honrado e feliz hoje. Cada vez que tenho a oportunidade de exercer uma função pública, me lembro de como a família é importante. Sou de origem humilde, e aprendi com meus pais que a unidade familiar constrói a sociedade". Sobre os vereadores também eleitos no pleito em questão, Mourão demonstrou pró-atividade: "Precisamos trabalhar com velocidade, porque o cidadão precisa de respostas rápidas, e a união entre o prefeito e os vereadores é fundamental".
Em 2014, Mourão passou a ser investigado por desviar recursos da Saúde para alugar um refeitório para servidores públicos municipais e o Ministério Público, então, pediu seu afastamento do cargo. Apesar disso, Mourão continuou como prefeito, chegando a cumprir 87% de seu plano de governo até março de 2016.